# دورا مارزدن
كانت دورا مارزدن (5 مارس 1882 – 13 ديسمبر 1960) إنجليزية ناشطة في مجال حق تصويت المرأة  ومحررة دوريات أدبية وفيلسوفة لغة. بدأت مسيرتها كناشطة في الاتحاد الاجتماعي والسياسي للمرأة، في النهاية انفصلت مارزدن عن منظمة حق المرأة بالتصويت من أجل تأسيس مجلة ستتيح مساحةً لأصوات راديكالية أكثر في الحركة. تكمن أهميتها الأساسية بإسهاماتها في حركة حق المرأة بالتصويت، ونقدها للاتحاد الاجتماعي والسياسي للمرأة الذي أسسته بانكورست، ونسويتها المتطرفة؛ برزت هذه الأمور من خلال مجلة المرأة الحرة. هناك أيضًا من يدّعي بأن لها صلة بظهور الحداثة الأدبية، بينما يُقدّر آخرون اسهامها في فهم الأنانية.

## عملها كمحررة
لم تكن مارزدن الناشطة الإنجليزية الوحيدة في مجال حق تصويت المرأة التي رفضت القيادة الجامدة للاتحاد الاجتماعي والسياسي للمرأة تحت ظل بانكورست، وقررت البدء بنشر دورية، المرأة الحرة، ستبرز أولًا مجموعة واسعة من الأصوات المعارضة من حركة النساء، ثم ستُبرزهم من حركات راديكالية أخرى. كانت هذه واحدة من ثلاثة دوريات متعاقبة بدأتها مارزدن بين عام 1911 و1918؛ تاريخ نشر كل مجلة كالتالي: المرأة الحرة، نوفمبر 1911 – أكتوبر 1912؛ المرأة الحرة الجديدة، يونيو 1913 -  ديسمبر 1913؛ الأناني، يناير 1914 – ديسمبر 1919. بمواصلة النشر بين الدوريتين الثانية والثالثة، والتوقف القصير بين الأولى والثانية، واجه النقاد صعوبة في معرفة إلى أي مدى كانت هذه الدوريات جزءًا من المشروع الفكري ذاته. يبدو أن الإجماع يستكين على الشعور بأن هذه الدوريات تعكس تحول اهتمامات مارزدن السياسية واهتماماتها في فلسفة الجمال (الأستطاقية)، لذا تعد الدوريات الثلاث مترابطة تقريبًا، لكنها ليست متطابقة، إذ أن المرأة الحرة الجديدة كانت قريبة في جوهرها من الأناني أكثر من قربها من المجلة الأصلية.
في عام 1911، كان اهتمام مارزدن يزداد بالفلسفة الأنانية واللاسلطوية الفردية، وهو تحول فكري برز تطوره بشكل واضح في أعمدتها التحريرية، حيث - مع نمو القضايا- يتوسع مجال النقاش ليشمل نطاق كبير من المواضيع المتعلقة بمُنظّري الأناركية في ذلك الوقت. كان العديد من المفكرين الأناركيين في ذلك الوقت منجذبين لحركات ناشئة طليعية جُمّعت لاحقًا تحت عنوان «الحداثة»، ولم تكن مارزدن استثناءً. بينما كانت المراجعات النقدية الأدبية ومقالات الفعاليات الثقافية تظهر في المرأة الحرة بشكل عام، فإنه بحلول عام 1913 نشرت دوريات مارزدن وروجت بقوة لمادة أدبية جديدة. نشرت الدوريتان الأخيرتان رواية صورة الفنان في شبابه لجيمس جويس، وتار لويندهام لويس، وإصدارات عديدة سابقة على شكل أجزاء لرواية جويس عوليس (يوليسيس)، ومجموعة من أعمال سابقة مهمة لعزرا باوند، وهيلدا دوليتل، وويليام كارلوس ويليامز، وريتشارد ألدينغتون، وايمي لويل وديفيد هربرت لورانس وتي. إس. إليوت وآخرون.

## المرأة الحرة
كانت المرأة الحرة مجلة – لم تدم طويلًا- أسستها مارزدن من أجل إطلاق أفكارها ونقدها للاتحاد تحت قيادة بانكورست. قالت بأن المنظمة ركزت بشكل ضيق للغاية على نساء الطبقة الوسطى. بحثت المجلة أيضًا في خلفية لندن الأدبية وكانت وسيلة للمناظرة الثقافية بين أتباع النسوية ومجموعات متشددة أخرى. اشتهرت هذه المجلة بنشرها لدعايات النسوية بشكل صريح والتي كانت مبعثرة عبر الصفحات. كان يوجد في الطبعات الأولى دعايات لمؤسسات تجارية مثل وكالات براءات الاختراع التي كانت تستهدف «النساء الحاصلات على براءات اختراع»، ودعايات لمصرف يهتم «بعمل البورصة»، ودعايات لورشة الاقتراع العالمية.
تناولت المجلة مواضيع جدلية مثل الزواج والحب الحر، من خلال كتابات مارزدن وأخرين الداعمة للحب الحر. اعتقدت مارزدن أن الزواج الأحادي له أربع أحجار زاوية: نفاق الرجال؛ الاستسلام الأخرق للعانس؛ التحقير البشع للعاهرة؛ واحتكار النساء المتزوجات. كُتّاب مثل ريبيكا ويست، والتي كتبت أنه بإعطاء جسدها إلى رجلٍ ليملكه لبقية حياتهما، والزام هذا الرجل بمساندتها لبقية حياتها، فإن المرأة هنا تُبرم «صفقة» مخزية.
أصدرت هذه المجلة أيضًا سلسلة من خمسة أجزاء حول الأخلاقيات كتبتها مارزدن. بحثت في فكرة أن النساء قد تعلمن تقييد شغفهن للحياة، مما أدى إلى وجودٍ استُخدم للتكاثر فقط. أعادها هذا إلى نقدها لحركة حق تصويت المرأة، وصورتها (القصد صورة الحركة) عن النقاء وعن نساء الطبقة الوسطى. سرعان ما ظهرت مجلة المرأة الحرة الجديدة بعد الانهيار المالي للأولى.